# Чорнодзьобий крячок
Чорнодзьобий крячок (Gelochelidon) — рід сивкоподібних птахів підродини крячкових (Sterninae) родини мартинових (Laridae). Містить два види. Один вид досить поширений і трапляється в Південній Європі, Азії та Новому Світі. Другий вид має менший ареал — поширений в Австралії та Новій Гвінеї.

## Види
- Крячок чорнодзьобий (Gelochelidon nilotica)
- Крячок великоногий (Gelochelidon macrotarsa)